# Korzikai Királyság (1736)
A Korzikai Királyság egy 1736-ban rövid ideig fennállt monarchia volt Korzika szigetén. Azután jött létre, miután a szigetlakók elűzték a genovaiakat és királlyá választották Teodor Stephan Freiherr von Neuhoffot.

## Létrejötte és bukása
Teodor genovai kereskedőként ismeretséget kötött több korzikai függetlenségpártival, akik felkérték a felkelés vezetőjének. A tuniszi bég segítségével 1736. márciusában partra szállt a szigeten. Cervione átállása után a korzikai nemesek királlyá választották I. Teodor néven. Rendeleteket alkotott, lovagokat avatott és szervezte a Genovai Köztársaság elleni hadjáratot. A genovai seregek nyár közepén legyőzték a felkelők főseregét, ezzel megkezdett a királyság gyors hanyatlása. A genovaiak a győzelem után tárgyalásokba kezdtek a helyi nemesekkel, ezalatt Teodor elhagyta a szigetet külföldi segítség után nézve. Novemberben Korzika visszatért a Genovai Köztársaság hűségére. Theodort Amszterdamban fogták el és börtönözték be. 
Szabadságát visszanyerve Teodor hadsereget szervezett és többször is visszatért Korzikára (1738, 1739 és 1743), de a genovai-francia csapatok mindannyiszor visszaverték támadásait. 1749 őszén Londonba költözött, ahol támogatókat keresett következő hadjáratához, de tartozásai miatt az adósok börtönébe került, ahonnan csak 1755-ben szabadult. 1756-ban halt meg.

## Fordítás
- Ez a szócikk részben vagy egészben  a   Kingdom of Corsica (1736) című angol Wikipédia-szócikk ezen változatának fordításán alapul.  Az eredeti cikk szerkesztőit annak laptörténete sorolja fel. Ez a jelzés csupán a megfogalmazás eredetét és a szerzői jogokat jelzi, nem szolgál a cikkben szereplő információk forrásmegjelöléseként.